# La mosca 2
La mosca 2 (títol original: The Fly II) és una pel·lícula de terror estatunidenca dirigida per Chris Walas, estrenada l'any 1989. És la continuació del film La Mosca, de David Cronenberg. Ha estat doblada al català.

## Argument
Han passat cinc anys des de la tràgica aventura de Seth Brundle. El seu fill, Martin Brundle, no és un nen com els altres. Criat en un laboratori, Martin creix solitari a una velocitat fulgurant. Molt intel·ligent, comença a perfeccionar les experiències del seu pare sobre la téléportation. Però « el nen » ha rebut del seu pare una herència d'una altra manera més terrorífica: alguns gens mutants que, a poc a poc, el van transformant en una criatura ignoble i molt més espantosa que el seu pare.

## Repartiment
- Eric Stoltz: Martin Brundle
- Daphne Zuniga: Beth Logan
- Lee Richardson: Anton Bartok
- John Getz: Stathis Borans
- Frank C. Turner: Shepard
- Ann Marie Lee: Dr. Jainway
- Gary Chalk: Scorby
- Saffron Henderson: Veronica « Ronnie » Quaife
- Harley Cross: Martin Brundle amb 10 anys
- Matthew Moore: Martin Brundle amb 4 anys
- Rob Roy: Wiley
- Andrew Rhodes: Hargis
- Pat Bermel: Mackenzie
- William S. Taylor: Dr. Trimble
- Jerry Wasserman: Simms
- Jeff Goldblum: Seth Brundle (vídeos) (no surt als crèdits)

## Al voltant de la pel·lícula
- El film és un remake del Retorn de la mosca, dirigit per Edward Bernds el 1959 i continuació de la pel·lícula La Mosca negra (1958).

- Eric Stoltz, que interpreta Martin Brundle, en principi havia d'encarnar el personatge principal a la trilogia de Retorn cap al futur i també es deia Martin: Martin "Marty" McFly.

- Geena Davis va ser convidada per interpretar de nou Veronica Quaife, però va rebutjar perquè el seu personatge no tenia al script cap desenvolupament.

- Daphne Zuniga, la futura coestrella de la sèrie Melrose Posa, va ser proposada pel productor executiu Mel Brooks amb qui ha treballat al film paròdic La Boja Història de l'espai pel paper de Beth Logan.

- En el despatx del guardià adormit, es pot veure el llibre The Shape of Rage: The films of David Cronenberg (cap al desè minut).[3]

- Vincent De Onofrio i Keanu Reeves havien estat presseleccionats pel paper de Martin Brundle abans que Eric Stoltz no fos escollit.[4]

- El monstre de Bartok és interpretat pel germà del realitzador, Mark Walas.[4]

## Premis
- Premi Saturn pel millor film de terror, pel maquillatge i per la música, el 1991.

## Banda Original
La banda sonora ha estat composta per Christopher Young, un especialista del cinema de por:
1. Fly II
2. Come Fly with Me
3. Fly Variacions
4. Musca Domestica Metastasis
5. Spider and the Fly
6. More Is Coming
7. Fly March
8. Accelerated Brundle Disease
9. Bay 17 Mysteries
10. Bartok Barbaro
11. What's the Magic Word?
12. Dad